# Andrew Puzder
Andrew Franklin Puzder, né le 11 juillet 1950 à Cleveland, est un homme d'affaires américain. De 2000 à 2017, il dirige le groupe CKE Restaurants, spécialisé dans la restauration rapide, qui regroupe plusieurs chaînes dont Carl's Jr. et Hardee's.

## Biographie

### Carrière d'avocat
Diplômé de la faculté de droit de l'université Washington de Saint-Louis en 1978, il devient avocat à Saint-Louis, où il pratique son métier jusqu'en 1991.
Dans les années 1980 et 1990, il est considéré comme l'un des principaux avocats du Missouri opposé à l'avortement. Il est souvent avocat pro bono pour des militants anti-avortement du mouvement « pro-vie ». Il aide à la rédaction d'une loi de 1986, adoptée par la législature de l'État, qui déclare que la vie commence à la conception et interdit le financement public de l'avortement,.

### Homme d'affaires
Au début des années 1990, Andrew Puzder devient l'avocat de Carl Karcher, fondateur de la chaîne de restaurants rapides Carl’s Jr.. Il permet à l'entreprise d'éviter la faillite et devient proche de Karcher. En 2000, il prend la tête du groupe CKE Restaurants. Sous sa direction, CKE Restaurants s'étend et rachète la chaîne Hardee’s. En 2016, le groupe compte 75 000 employés et plus de 3 600 restaurants, dans une trentaine de pays.
Le groupe est connu et critiqué pour ses publicités suggestives avec des mannequins en bikini mangeant des hamburgers. Puzder défend les publicités, affirmant « J'aime nos publicités. J'aime les belles femmes qui mangent des burgers en bikini. Je pense que c'est très américain », précisant qu'il souhaite attirer les « jeunes hommes qui ont faim ».

### Politique
Auteur en 2010 d'un ouvrage intitulé How it Really Works and Why Governement Doesn't Understand It, il s'oppose à l'augmentation du salaire minimum et se prononce en faveur d'une diminution des réglementations pesant sur les entreprises. Il est également un critique de l'Obamacare.
Le 8 décembre 2016, il est choisi par Donald Trump pour être secrétaire au Travail dans son cabinet. Le 15 février 2017, il doit retirer sa candidature à la suite de révélations qui le conduisent à reconnaître qu'il avait employé sans la déclarer (travail dissimulé) une femme de ménage étrangère en situation irrégulière pendant plusieurs années. Son ex-femme, dont il est divorcé, l'accuse également de violences conjugales. Le 22 janvier 2025, il est nommé par Donald Trump ambassadeur des États-Unis auprès de l’Union européenne.